# Grande Evento de Biodiversificação do Ordoviciano
O Grande Evento de Biodiversificação do Ordoviciano (GOBE) foi uma radiação evolutiva da vida animal ao longo do período Ordoviciano, 40 milhões de anos após a explosão Cambriana, na qual a fauna distinta do Cambriano foi gradualmente substituída por uma fauna do Paleozoico, rica em animais filtradores e pelágicos.
Esse evento ocorreu após uma série de extinções entre o Cambriano-Ordoviciano, e a fauna resultante passou a dominar o Paleozoico de forma relativamente inalterada. A diversidade marinha aumentou para níveis típicos do Paleozoico, e a disparidade morfológica era semelhante à dos dias de hoje. O aumento da diversidade não foi global nem instantâneo; ocorreu em diferentes momentos e lugares. Portanto, é improvável que exista uma explicação simples ou direta para o evento; a interação de muitos fatores geológicos e ecológicos provavelmente levou à diversificação.

## Duração
De acordo com um estudo abrangente sobre a biodiversidade ao longo do Paleozoico, o GOBE começou há cerca de 497 milhões de anos e terminou há aproximadamente 467 milhões de anos, durando cerca de 30 milhões de anos. O GOBE não foi um evento isolado, pois diferentes grupos de organismos se diversificaram em diferentes períodos do final do Cambriano e do início e meio do Ordoviciano. No final do Ordoviciano, essa diversificação desacelerou devido ao aumento do endemismo (espécies exclusivas de certas áreas) e à dispersão entre bacias, o que acabou marcando o fim do GOBE.

## Causas
As possíveis causas do GOBE incluem um aumento de oxigênio nos oceanos, mudanças na paleogeografia ou na atividade tectônica, alteração no suprimento de nutrientes ou um resfriamento global. Cada um desses fatores pode ter desempenhado um papel importante na diversificação da vida marinha durante esse período.

### Atividade Tectônica
As posições dispersas dos continentes, a alta atividade tectônica e vulcânica, um clima quente e os altos níveis de CO2 teriam criado um vasto ecossistema rico em nutrientes, favorecendo a diversificação da vida. Parece haver uma associação entre a orogenia (formação de montanhas) e a radiação evolutiva, com a orogenia Tacônica sendo destacada como um fator impulsionador do GOBE, ao permitir uma maior erosão de nutrientes como ferro e fósforo, que eram levados aos oceanos ao redor de Laurência. Além disso, as mudanças geográficas levaram a uma paisagem mais diversificada, com ambientes diferentes e isolados; isso sem dúvida facilitou o surgimento da bioprovinciabilidade e a especiação por isolamento de populações. O desenvolvimento generalizado de recifes na plataforma Balticana, em particular, pode ser atribuído ao deslocamento da massa terrestre em direção a águas mais oligotróficas, possibilitando a diversificação de sua biota de recifes. Também se propôs que o vulcanismo generalizado e a liberação de metais traço biologicamente importantes tenham sido um gatilho para o GOBE, embora controversamente.

### Resfriamento global
Por outro lado, o resfriamento global também foi sugerido como uma causa da radiação. Tendências de biodiversidade ao longo do tempo mostram uma correlação positiva entre o resfriamento e a biodiversidade durante o GOBE. Um aumento na diversidade fóssil está correlacionado com a crescente abundância de carbonatos em águas frias nesse período. Uma mudança transitória em direção a razões mais positivas de isótopos de carbono durante o Floiano pode refletir o início de um resfriamento devido ao sepultamento de carbono orgânico, o que foi proposto como o fator que deu início ao GOBE. A longo prazo, a relação entre as razões de isótopos de carbono em aumento e o aumento da biodiversidade aponta ainda mais para uma conexão entre o resfriamento e o GOBE. O resfriamento durante o Ordoviciano Médio e o início do Ordoviciano Superior, em particular, é conhecido por seu surto associado de biodiversificação. A atividade vulcânica que criou a Formação Flat Landing Brook, em New Brunswick, no Canadá, pode ter causado um rápido resfriamento climático e biodiversificação.

### Oxigenação
Mudanças nos isótopos de tálio mostram uma expansão das águas oxigenadas em ambientes de águas profundas e rasas durante o final do Cambriano e o início do Ordoviciano, coincidindo com um aumento na profundidade e complexidade de escavações observadas entre icnofósseis, além de uma complexidade morfológica crescente entre fósseis de organismos. Assim, a maior disponibilidade de oxigênio pode ter sido um gatilho crucial para o GOBE. Além disso, os pulsos de biodiversificação do Ordoviciano estavam intimamente ligados a término de excursões positivas de isótopos de carbono, que são características de anóxia, sugerindo que a diversificação ocorreu em sintonia com o aumento do conteúdo de oxigênio. Após a excursão positiva de isótopos de carbono Steptoean, há cerca de 500 milhões de anos, a extinção no oceano teria aberto novos nichos para o plâncton fotossintético, que absorveria CO2 da atmosfera e liberaria grandes quantidades de oxigênio. Com mais oxigênio e um plâncton fotossintético mais diversificado na base da cadeia alimentar, a diversidade dos organismos marinhos superiores e seus ecossistemas teria sido impactada.
No Ordoviciano Médio ao Superior, após o GOBE, ocorreu uma expansão das águas anóxicas, sincronizada com uma queda de cerca de 50% em invertebrados bentônicos em vários mares epicontinentais, fornecendo mais suporte indireto para a conexão entre a oxigenação das águas do mar e a biodiversidade do Ordoviciano.

### Impactos extraterrestres

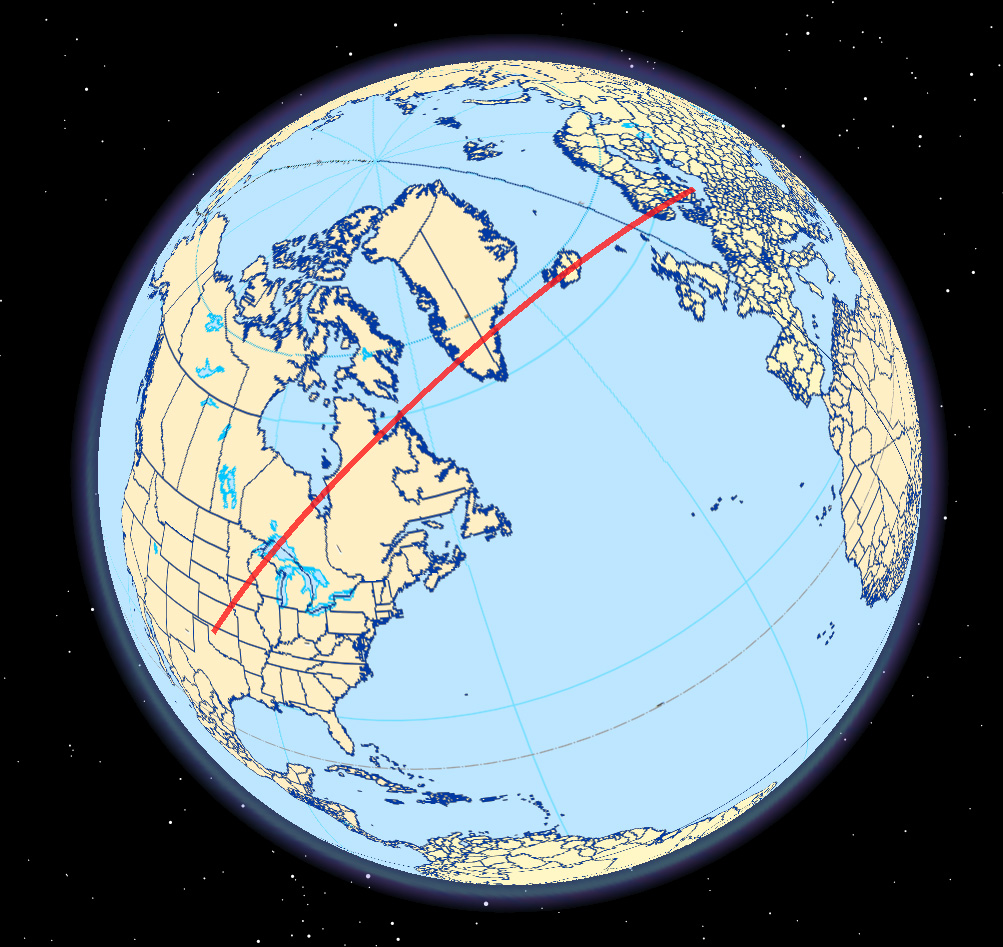
Possível linha de meteoros (no globo moderno) associada ao evento de meteoros do Ordoviciano Médio, ocorrido há cerca de 467,5 milhões de anos. Embora isso sugira uma única grande chuva de meteoritos, o alinhamento exato das placas continentais há 470 milhões de anos é desconhecido, assim como o momento exato da queda dos meteoros.

Outra alternativa o GOBE é que a fragmentação de um asteroide tenha feito com que a Terra fosse constantemente bombardeada por meteoritos, embora o evento de meteoros proposto para o Ordoviciano tenha ocorrido há cerca de 467,5 milhões de anos. Um efeito possível de uma colisão entre dois asteroides, talvez além da órbita de Marte, é a redução da luz solar que chega à superfície da Terra devido às enormes nuvens de poeira criadas. Evidências desse evento geológico vêm da abundância relativa do isótopo hélio-3, encontrado em sedimentos oceânicos formados na época do evento de biodiversificação. A causa mais provável da produção de altos níveis de hélio-3 é o bombardeio de lítio por raios cósmicos, algo que só poderia ter ocorrido em materiais que viajaram pelo espaço.
No entanto, em vez de estimular a diversificação evolutiva, outras evidências sugerem que o evento de meteoros do Ordoviciano ocorreu cerca de 600 mil anos após o surto de biodiversidade do Darriwiliano e 800 mil anos antes do início da glaciação. Em vez de facilitar a radiação, esse evento de meteoros pode ter atuado de forma antagônica, retardando e interrompendo temporariamente a diversificação biológica, segundo essa teoria.

### Feedbacks positivos
Os gatilhos mencionados acima teriam sido amplificados pela escalada ecológica, em que qualquer nova espécie coevoluiria com outras, criando novos nichos por meio da divisão de outros nichos, camadas tróficas ou ao oferecer um novo habitat. Assim como na Explosão Cambriana, é provável que mudanças ambientais tenham impulsionado a diversificação do plâncton, permitindo um aumento na diversidade e abundância dos organismos que se alimentavam dele, incluindo filtradores no fundo do mar e organismos nadadores na coluna d'água.

## Efeitos

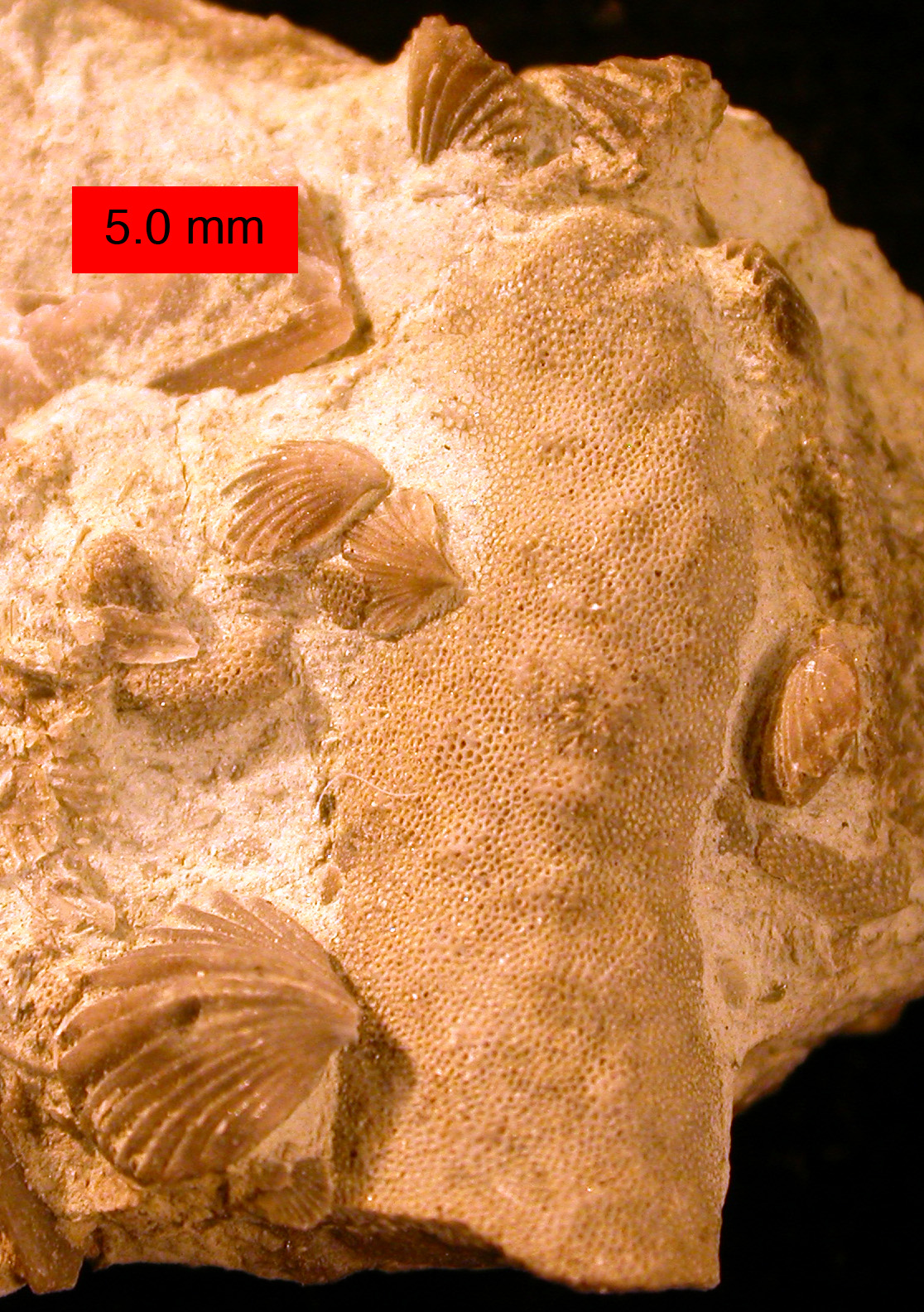
Atrípides (braquiópodes) (Zygospira modesta) preservados em suas posições originais sobre um briozoário trepostomado; Cincinnatiano (Ordoviciano Superior) do sudeste de Indiana.

Se a Explosão Cambriana é vista como o momento em que se "produziram" os filos modernos, o GOBE pode ser considerado como o momento de "preenchimento" desses filos com as classes modernas (e muitas já extintas) e outros grupos taxonômicos de níveis inferiores. O GOBE é considerado um dos eventos de especiação mais significativos da era Fanerozoica, aumentando a diversidade global em várias vezes e levando ao estabelecimento da fauna evolutiva do Paleozoico. Explosões notáveis de diversidade taxonômica durante esse período incluem braquiópodes articulados, gastrópodes e bivalves. O registro dos acritarcos (a maioria deles provavelmente eram algas marinhas) ilustra muito bem a radiação do Ordoviciano; tanto a diversidade quanto a disparidade atingiram o auge no Ordoviciano Médio. As águas quentes e o alto nível do mar (que vinha subindo desde o início do Cambriano) permitiram que grandes quantidades de fitoplâncton prosperassem; a diversificação do fitoplâncton pode ter causado uma radiação correspondente de zooplâncton e organismos filtradores.
A diversidade taxonômica aumentou consideravelmente; o número total de ordens marinhas dobrou, e o número de famílias triplicou. A biodiversidade marinha alcançou níveis comparáveis aos dos dias de hoje. Durante o intervalo do Furongiano ao Tremadociano, a diversidade beta foi o componente mais importante do aumento da biodiversidade. A partir do Floiano, a diversidade alfa superou a beta como a principal contribuição para os padrões de diversidade regional. Além da diversificação, esse evento também marcou um aumento na complexidade tanto dos organismos quanto das cadeias alimentares. O número de modos de vida diferentes entre organismos de corpo rígido dobrou. As espécies começaram a apresentar maior provincialismo e a ter distribuições mais localizadas, com faunas distintas em diferentes partes do globo.
As comunidades de recifes e águas mais profundas começaram a ter características próprias, se tornando mais claramente distintas de outros ecossistemas marinhos. Os ambientes bentônicos tiveram um grande aumento na quantidade e variedade de bioturbação. O reino planctônico foi invadido como nunca antes, com várias linhagens de invertebrados colonizando as águas abertas e iniciando novas cadeias alimentares do final do Cambriano até o início do Ordoviciano. Entre os recém-chegados ao ambiente planctônico estavam trilobitas e cefalópodes. Ambientes estuarinos também experimentaram uma maior colonização por organismos vivos. À medida que os ecossistemas se tornaram mais diversos, com mais espécies entrando na rede alimentar, surgiu uma rede mais complexa de interações ecológicas, promovendo estratégias como o escalonamento ecológico. A fauna global que surgiu durante o GOBE permaneceu notavelmente estável até a extinção catastrófica no final do Permiano e a consequente Revolução Marinha do Mesozoico.

## Relação com a Explosão Cambriana
Estudos recentes sugerem que a Explosão Cambriana e o GOBE, em vez de serem dois eventos distintos, representam uma única radiação evolutiva contínua da vida marinha ao longo de todo o Paleozóico Inferior. Uma análise do Banco de Dados de Paleobiologia (PBDB) e do Banco de Dados de Geobiodiversidade (GBDB) não encontrou base estatística para separar as duas radiações em eventos distintos.
Um suposto "gap" de biodiversidade, conhecido como "Gap Furongiano", é pensado por alguns pesquisadores como tendo existido entre a Explosão Cambriana e o GOBE, durante a época Furongiana, a última do Cambriano. No entanto, há controvérsias sobre se esse "gap" é real ou se apenas se refere a um registro fóssil incompleto. A análise da Konservat-Lagerstätte de Guole e de outros locais no sul da China sugere que o Gap Furongiano não existiu, retratando, em vez disso, esse intervalo como um período de rápidas mudanças biológicas.